# GameTek
GameTek era una distribuidora de videojuegos con sede en North Miami Beach, Florida, así conocida por publicar videojuegos basados en concursos de televisión en la década de 1990. GameTek era un nombre comercial para IJE, el propietario de los derechos de publicación electrónica para Jeopardy! y Wheel of Fortune. Originalmente IJE licenció estos juegos a ShareData en Chandler, Arizona, sin embargo, cuando IJE vio el éxito de ShareData con los juegos, IJE decidió asumir deberes de publicación, dando como resultado la fundación de GameTek.
Después de establecer distribución para juegos basados en concursos, GameTek ramificó por al autorizar juegos europeas para el mercado norteamericano.
Concursos adaptados por GameTek incluyeron:
- Wheel of Fortune
- Double Dare
- Hollywood Squares
- Jeopardy!
- Family Feud
- American Gladiators
- Classic Concentration
- The Price is Right

GameTek declaró en quiebra en 1997, y cerró en julio de 1998. Unos de los bienes de la compañía fueron adquiridos por Take 2 Interactive en 1997.
- Datos: Q5519804